# شهريار
شهريار الملك  شخصية في حكاية ألف ليلة وليلة كان ملكا عادلاً، ولكن كل إنسان له نقاط ضعف وهفوات لا تظهر إلا بعد حدوث أمر مؤلم في حياته، وهذا الذي حدث مع الملك شهريار فكان له أخ اصغر منه وكانا هما الاثنان تخونهما زوجتاهما مع العبيد، والتي اكتشف أمرها أولا هي زوجة أخ الملك شهريار التي اكتشف خيانتها عندما كان  الشهيرة. أصيب بعد أن تعرض لخيانة زوجته بحالة كره فيها النساء. وأخذ يتزوج النساء الواحدة تلو الأخرى ويقتلهن في صبيحة دخلته. فخافت النساء بطشه إلا شهرزاد ابنة وزيره التي تقدمت للزواج منه، ولذكائها بدأت تروي له القصة تلو الأخرى كل ليلة حتى فجر اليوم التالي دون أن يمسها، و تشوقه لمعرفة نهاية القصة التي لم تكن تنهيها إلا في الليلة التالية حتى وصل عدد القصص التي روتها ألف قصة وقصة روتها في ألف ليلة وليلة. شفي الملك بعدها وأحبها، وأصبحت شهرزاد ملكته.

## أصل الكلمة
كلمة شهریار أصلها شهردار أي مالك المدینة وكلمة شهرزاد فتعني مولود المدینة وإن کان أصلها شه زاد وتعني مولود(ة) الملك